# 第15回サンディエゴ映画批評家協会賞
第15回サンディエゴ映画批評家協会賞は、サンディエゴ映画批評家協会が2010年の映画に贈る映画賞である。2010年12月13日に候補が発表され、14日に結果が発表された。

## 受賞とノミネート一覧

### 主演男優賞
- コリン・ファレル - 『オンディーヌ 海辺の恋人』
  - アーロン・エッカート - 『ラビット・ホール』
  - ジェシー・アイゼンバーグ - 『ソーシャル・ネットワーク』
  - コリン・ファース - 『英国王のスピーチ』
  - ジェームズ・フランコ - 『127時間』

### 主演女優賞
- ジェニファー・ローレンス - 『ウィンターズ・ボーン』
  - キャリー・マリガン - 『わたしを離さないで』
  - ナタリー・ポートマン - 『ブラック・スワン』
  - ティルダ・スウィントン - 『ミラノ、愛に生きる』
  - ミシェル・ウィリアムズ - 『ブルーバレンタイン』

### アニメ映画賞
- 『トイ・ストーリー3』
  - 『怪盗グルーの月泥棒 3D』
  - 『ヒックとドラゴン』
  - 『イリュージョニスト』
  - 『塔の上のラプンツェル』

### 撮影賞
- 『インセプション』 - ウォーリー・フィスター
  - 『127時間』 - アンソニー・ドッド・マントル、エンリケ・シャディアック
  - 『ブラック・スワン』 - マシュー・リバティーク
  - 『ハリー・ポッターと死の秘宝 PART1』 - エドゥアルド・セラ
  - 『シャッター アイランド』 - ロバート・リチャードソン

### 監督賞
- ダーレン・アロノフスキー - 『ブラック・スワン』
  - ダニー・ボイル - 『127時間』
  - デヴィッド・フィンチャー - 『ソーシャル・ネットワーク』
  - デブラ・グラニク - 『ウィンターズ・ボーン』
  - クリストファー・ノーラン - 『インセプション』

### ドキュメンタリー映画賞
- 『イグジット・スルー・ザ・ギフトショップ』
  - A Film Unfinished
  - 『インサイド・ジョブ 世界不況の知られざる真実』
  - The Tillman Story
  - 『スーパーマンを待ちながら』

### 編集賞
- 『スコット・ピルグリム VS. 邪悪な元カレ軍団』 - ジョン・エイモス、ポール・マクリス
  - 『127時間』 - ジョン・ハリス
  - 『ブラック・スワン』 - アンドリュー・ワイスブラム
  - 『インセプション』 - リー・スミス
  - 『ソーシャル・ネットワーク』 - アンガス・ウォール、カーク・バクスター

### アンサンブル演技賞
- 44 Inch Chest
  - 『家族の庭』
  - 『ザ・ファイター』
  - 『ソーシャル・ネットワーク』
  - 『ウィンターズ・ボーン』

### 作品賞
- 『ウィンターズ・ボーン』
  - 『ブラック・スワン』
  - 『ザ・ファイター』
  - 『インセプション』
  - 『英国王のスピーチ』
  - 『ソーシャル・ネットワーク』

### 外国語映画賞
- 『ミラノ、愛に生きる』 •  イタリア
  - 『ビューティフル BIUTIFUL』 •  メキシコ
  - 『ミレニアム ドラゴン・タトゥーの女』 •  スウェーデン
  - 『母なる証明』 •  韓国
  - 『ペルシャ猫を誰も知らない』 •  イラン

### 美術賞
- 『シャッター アイランド』 - ダンテ・フェレッティ
  - 『アリス・イン・ワンダーランド』 - ロバート・ストロンバーグ
  - 『ブラック・スワン』 - テレーズ・デプレス
  - 『ハリー・ポッターと死の秘宝 PART1』 - スチュアート・クレイグ
  - 『インセプション』 - ガイ・ヘンドリックス・ダイアス

### 音楽賞
- 『わたしを離さないで』 - レイチェル・ポートマン
  - 『127時間』 - A・R・ラフマーン
  - 『アリス・イン・ワンダーランド』 - ダニー・エルフマン
  - 『ブラック・スワン』 - クリント・マンセル
  - 『ソーシャル・ネットワーク』 - トレント・レズナー、アッティカス・ロス

### オリジナル脚本賞
- Four Lions - クリス・モリス、ジェス・アームストロング、サム・ベイン
  - 『インセプション』 - クリストファー・ノーラン
  - 『英国王のスピーチ』 - デヴィッド・サイドラー
  - 『オンディーヌ 海辺の恋人』 - ニール・ジョーダン
  - 『トイ・ストーリー3』 - マイケル・アーント

### 脚色賞
- 『ソーシャル・ネットワーク』 - アーロン・ソーキン
  - 『スコット・ピルグリムVS.邪悪な元カレ軍団』 - エドガー・ライト、マイケル・バコール
  - 『シャッター アイランド』 - レータ・カログリディス
  - 『ザ・タウン』 - ベン・アフレック、ピーター・クレイグ、アーロン・ストッカード
  - 『ウィンターズ・ボーン』 - デブラ・グラニック、アン・ロッセリーニ

### 助演男優賞
- ジョン・ホークス - 『ウィンターズ・ボーン』
  - クリスチャン・ベール - 『ザ・ファイター』
  - ジョン・ハート - 44 Inch Chest
  - ジェレミー・レナー - 『ザ・タウン』
  - ジェフリー・ラッシュ - 『英国王のスピーチ』

### 助演女優賞
- レスリー・マンヴィル - 『家族の庭』
  - デイル・ディッキー - 『ウィンターズ・ボーン』
  - メリッサ・レオ - 『ザ・ファイター』
  - ブレイク・ライヴリー - 『ザ・タウン』
  - ジャッキー・ウィーヴァー - 『アニマル・キングダム』